# Березино (Псковский район)
Березино — упразднённая деревня в Псковском районе Псковской области России, на территории современной Краснопрудской волости.

## География
Деревня Березино располагалась на вершине холма к югу от нынешней автодороги 58А-315 Быстроникольское—Черская (см. автомобильные дороги России регионального и межмуниципального значения). Этот холм является самым южным в гряде из трёх вершин, протянувшейся в меридиональном направлении: севернее Березино на холме стояла деревня Пузакова Гора (через неё проходит вышеупомянутая трасса), севернее Пузаковой Горы, также на вершине холма — деревня Ильина Гора.
Для окрестных населённых пунктов в целом характерно расположение на возвышенностях. Западнее Березино на западном склоне холма находилась деревня Галушино. К северо-востоку от Березино, опять же на дороге на Быстроникольское, на нескольких холмах стояла деревня Усадище (ныне относится к Карамышевской волости). Имевшаяся юго-западнее Березино деревня Кокорино (на сегодня не существует) находилась на склоне, спускающемся к небольшому ручью.
Расположение поселения на возвышенности сочеталось с наличием в низменностях болотистых участков (к востоку, югу и западу от деревни). Юго-восточнее и восточнее протекала река Дубина. На востоке от населённого пункта, в долине реки, было отмечено урочище Аверкиево. Редколесье к северо-востоку от Березино, между Пузаковой Горой и деревней Усадище, к югу от дороги, именовалось «урочище Чищеница» (топоним обозначает расчищенное из-под леса место под пашню или сенокос). Через район бывшей деревни Березино проходила граница участков общедоступных охотничьих угодий в Псковском районе (восточнее Березино — участок № 11, западнее — № 15).

## История
Деревня Березино уже присутствует на плане Генерального межевания Псковского уезда Псковской губернии от 1785 года. По состоянию на 1870-е годы деревня относилась к 1-му стану Псковского уезда (становая квартира на бывшей почтовой станции Стремутка). Деревня «при колодце» находилась в 30 верстах от Пскова и в 24 верстах от становой квартиры.
Решением исполкома Псковского областного совета народных депутатов № 453 от 17 ноября 1983 года деревня Березино Москвинского сельсовета была включена в состав соседней деревни Пузакова Гора. На картах начала 2000-х годов населённый пункт Березино обозначен как часть Пузаковой Горы. На сегодняшний день какие бы то ни было строения на месте бывшей деревни отсутствуют, как микрорайон Пузаковой Горы и населённая территория Березино не существует.

## Население
По данным Специальной карты Западной части Российской империи Ф. Ф. Шуберта 1832 года издания, деревня Березина — населённый пункт размером от 5 до 20 дворов. По сведениям Специальной карты Европейской России И. А. Стрельбицкого, составленной в 1865—1871 годах (лист 27, издание 1869 года), деревня Березина насчитывала от 3-5 до 10 дворов.
Статистические сведения, собранные в 1872 году, дают следующую картину: в деревне было 16 дворов, проживало 70 человек, из них 37 мужчин и 33 женщины. Трёхвёрстная Военно-Топографическая карта Российской империи (Псковская губерния, 1888 год) приводит вдвое меньшие данные — 8 дворов.
По состоянию на 1977 год, население Березино насчитывало около 10 человек.